# Missionnaires serviteurs des pauvres
Les missionnaires serviteurs des pauvres (en latin Congregatio Missionariorum Servorum Pauperum) forment une congrégation cléricale de droit pontifical.

## Historique
En 1867, Jacques Cusmano, prêtre sicilien, crée la Bouchée du Pauvre (en italien : Boccone del Povero) pour aider les nécessiteux à se nourrir. Le pape Pie IX approuve et bénit l'association le 24 juillet 1867.
Les pauvres à servir augmentent toujours de plus en plus, Cusmano pense confier l'œuvre à une congrégation religieuse mais vers le mois de juillet, il fait un songe dans lequel la Vierge l'encourage à poursuivre l'œuvre initiée en lui disant qu'elle est voulue par Dieu. Il rassemble des collaboratrices en une communauté religieuse fondant ainsi les servantes des pauvres. Le 4 octobre 1884, il donne l'habit religieux à des frères et fonde officiellement les missionnaires serviteurs des pauvres le 21 novembre 1887 pour l'exercice des œuvres de charité envers les pauvres.
La congrégation est érigée de droit diocésain par Mgr Michelangelo Celesia, archevêque de Palerme le 10 juillet 1888 et ses constitutions sont approuvées le 4 septembre 1907, l'agrégation aux Frères Mineurs Capucins est accordée le 11 mai 1956 et le décret de louange est donné le 10 juillet 1960.
François Spoto (1924-1964) supérieur général de la congrégation est déclaré bienheureux le 21 avril 2007 par Benoît XVI.

## Activités et diffusion
Les missionnaires serviteurs des pauvres se consacrent aux œuvres de charité dans les orphelinats, les maisons de retraite, les hôpitaux, ils ont aussi des écoles dans les pays en développement et s'occupent de paroisses.
Ils sont présents en :
- Europe : Italie, France
- Afrique : République Démocratique du Congo, Ouganda.
- Amérique : Brésil, Mexique.
- Asie : Inde, Philippines.

La maison généralice est à Rome.
Au 31 décembre 2008, l'institut comptait 25 maisons et 140 religieux dont 74 prêtres.
En septembre 2019, ils arrivent en France afin de s'occuper de plusieurs paroisses autour de Loudéac (Côtes-d'Armor).